# Lepidodactylus balioburius
Espèce
Statut de conservation UICN

 LC  : Préoccupation mineure
Lepidodactylus balioburius est une espèce de geckos de la famille des Gekkonidae.

## Répartition
Cette espèce est endémique des Batanes aux Philippines.

## Publication originale
- Ota & Crombie, 1989 : A new lizard of the genus Lepidodactylus (Reptilia: Gekkonidae) from Batan Island, Philippines. Proceedings of The Biological Society of Washington, vol. 102, no 3, p. 559-567 (texte intégral).